# Cerovica (Chorwacja)
Cerovica – wieś w Chorwacji, w żupanii zagrzebskiej, w mieście Samobor. W 2011 roku liczyła 5 mieszkańców.